# Entrevue d'Aigues-Mortes
L’entrevue d'Aigues-Mortes (parfois aussi appelée trêve d'Aigues-Mortes) est une rencontre qui eut lieu à Aigues-Mortes, les 14 et 15 juillet 1538, entre le roi de France François Ier et l'empereur du Saint-Empire romain germanique et roi d'Espagne Charles Quint.

## Historique
Cette rencontre, organisée sous la pression du pape Paul III, a pour but de sceller la réconciliation des deux souverains amorcée par la paix de Nice. Cette entrevue est aussi l'occasion de sceller l'alliance des deux souverains catholiques contre la nouvelle menace protestante.
Cette trêve devait en principe durer dix ans, mais elle fut en réalité bien plus courte. En renonçant à certains de ses engagements (il donna, entre autres, le Milanais en 1540 à son propre fils, Philippe), Charles Quint déclencha par là-même la neuvième guerre d'Italie quatre ans plus tard, en 1542.